# Streptocarpus suffruticosus
Streptocarpus suffruticosus är en tvåhjärtbladig växtart som beskrevs av Jean-Henri Humbert. Streptocarpus suffruticosus ingår i släktet Streptocarpus och familjen Gesneriaceae.

## Underarter
Arten delas in i följande underarter:
- S. s. hirtellus
- S. s. pachycarpus
- S. s. sericeus
- S. s. suffruticosus